# Puck Louwes
Puck Louwes (Gorinchem, 27 juni 1997) is een voetbalspeelster uit Nederland. Ze speelt als doelverdediger voor FC Utrecht.

## Carrière
Louwes wordt geboren in Gorinchem, maar groeit op in Canada. In haar jeugdjaren voetbalt ze voor de Canadese clubs Bays United FC, Vancouver Island Wave, Vancouver Highlanders FC en studeert ze aan de Universiteit van Victoria. In 2020 keert ze terug in Nederland waar ze in Zeist voor SV Saestum gaat keepen. Met deze club wordt ze in 2022 kampioen in de Topklasse.
In de zomer van 2022 tekent Louwes een contract bij eredivisionist VV Alkmaar. 
Op 30 september 2022 maakte Louwes haar debuut voor VV Alkmaar in de Vrouwen Eredivisie in een thuiswedstrijd tegen Excelsior Rotterdam door in te vallen voor Isabelle Nottet in de 57ste minuut. Door een rode kaart van Femke Liefting kreeg Louwes een kans en werd ze eerste keepster van de Alkmaarders.
In 2023 maakte Louwes de overstap naar FC Utrecht dat in het seizoen 2023/24 haar rentree maakte in de Vrouwen Eredivisie. Louwes tekende tot medio 2025 in de Domstad.
Op 1 oktober 2023 maakte Louwes haar debuut voor FC Utrecht in een thuiswedstrijd tegen Sc Heerenveen. De volgende drie wedstrijden stond Louwes onder de lat totdat ze vanwege blessureleed haar plek noodgedwongen moest afstaan aan Jasmijn de Groot. In het seizoen 2024/25 moest Louwes Femke Bastiaen voor zich dulden. FC Utrecht maakte na afloop van dat seizoen bekend dat Louwes de club ging verlaten.

## Statistieken
| Seizoen | Club       | Competitie | Competitie | Competitie | Beker | Beker | Overig | Overig | Totaal | Totaal |
| Seizoen | Club       | Competitie | Wed.       | Dlp.       | Wed.  | Dlp.  | Wed.   | Dlp.   | Wed.   | Dlp.   |
| ------- | ---------- | ---------- | ---------- | ---------- | ----- | ----- | ------ | ------ | ------ | ------ |
| 2022/23 | VV Alkmaar | Eredivisie | 16         | 0          | 0     | 0     | 0      | 0      | 16     | 0      |
| 2023/24 | FC Utrecht | Eredivisie | 4          | 0          | 0     | 0     | 0      | 0      | 4      | 0      |
| 2024/25 | FC Utrecht | Eredivisie | 0          | 0          | 0     | 0     | 0      | 0      | 0      | 0      |
| Totaal  | Totaal     | Totaal     | 20         | 0          | 0     | 0     | 0      | 0      | 20     | 0      |

Bijgewerkt t/m 27 mei 2025.